# Arteră stilomastoidiană
Artera stilomastoidiană intră în foramenul stilomastoidian și furnizează sânge cavității timpanice, antrul timpanic,celulelor mastoidiene și canalelor semicirculare. Este o ramură a arterei auriculare posterioare și, prin urmare, face parte din sistemul arterial carotid extern.
La subiectul tânăr se formează o ramură din acest vas, cu artera timpanică anterioară din maxilarul intern, un cerc vascular, care înconjoară membrana timpanică și din care se ramifică vasele delicate pe membrana respectivă.
Se anastomozează cu ramura petrosală superficială a arterei meningeale medii  prin o terminație care intră în hiatus canalis facialis.